# Theo Heere
Theodorus Gijsbertus Maria (Theo) Heere (Raamsdonksveer, 14 augustus 1942 – Zelhem, 3 juli 2024) was een Nederlands burgemeester.
Hij was een zoon van Th.H.A.M. Heere (1902-1967) die burgemeester van Raamsdonk was. Ook zijn opa en overopa waren burgemeester van deze gemeente. Theo Heere werd in augustus 1986 gemeentesecretaris van Zwijndrecht, als opvolger van Hans van Overbeeke die burgemeester van Den Ham was geworden. In december 1991 werd hij burgemeester van Zelhem wat hij tot september 2002 zou blijven. 
Heere was lid van het Christen-Democratisch Appèl (CDA). Hij overleed in 2024 in Zelhem op 81-jarige leeftijd.